# Ivan Malavašič
Ivan Malavašič, slovenski mladinski pisatelj in slikar, * 30. september 1927, Rovte, Slovenija, † 11. marec 2019.

## Življenje
Ivan Malavašič se je rodil 30. septembra 1927 v Rovtah nad Logatcem, kot najstarejši otrok v revni petčlanski družini. Večino časa je živel v Podlipi pri Vrhniki.
Osnovno šolo je obiskoval v Podlipi. Po drugi svetovni vojni se je vpisal v Robovo šolo in sodeloval v amaterskem društvu Klas. Zaposlen je bil v Industriji usnja Vrhnika, za katero je pisal krajše črtice v glasilu Usnjar. Poročil se je leta 1950 in rodili so se mu štirje otroci.
Leta 2016 je postal častni občan Občine Vrhnika.

## Delo
Pisati je začel pri štiridesetih letih. Ko je delal v tovarni, je začel pisati kratke zgodbe za tovarniško glasilo Usnjar, kasneje za Kmečki glas in za Ognjišče. Ko se je upokojil, se je lotil pisanja daljših besedil: povesti in tudi romanov. V svojih delih se je loteval izključno tem s podeželja. Predvsem je opisoval t. i. majhne, preproste in dobre ljudi, ki so dostikrat zapostavljeni. V zgodbah je zagovarjal ljubezen in dobroto. 
Že od mladih let se je posvečal tudi slikarstvu (obiskoval je zasebno slikarsko šolo pri prof. Rajku Slaperniku, društvu Klas in pri Likovnih samorastnikih). Naslikal je veliko različnih del, tematika njegovih slik je zelo raznovrstna in velikokrat temelji na resničnem življenju. Naslikal je tudi naslovnice za 7 svojih knjig, ki so izšle pri založbi Koščak. Poleg slikanja je bilo njegovo največje veselje pritrkovanje. Poleg tega je pisal pesmi, večinoma za naradnozabavne ansamble.
Skupno je napisal okoli 93 povesti in romanov, okoli 1700 pesmi in približno 130 črtic. V knjižni obliki je izšlo 17 njegovih del.